# Комлево (Рузский городской округ)

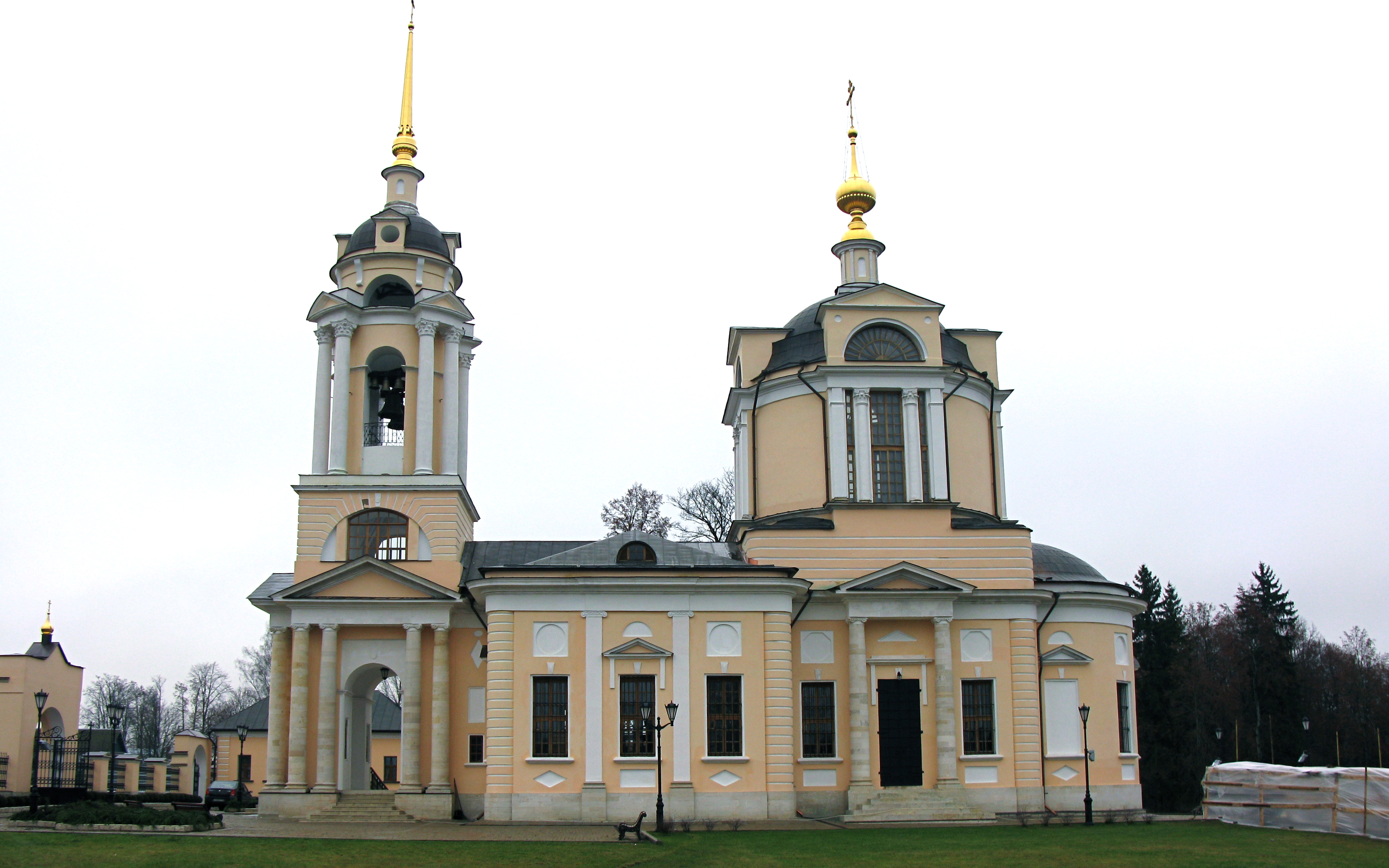
Знаменская церковь в Комлево

Комлево — деревня в Старорузском сельском поселении Рузского района Московской области. Расположена на реке Руза.
В деревне расположена церковь Знамения Божией Матери, построенная в 1802 на средства графа Г. Н. Орлова. В 1930-х годах церковь закрыли, во время войны она получила множество повреждений, и к 1990-м годам пришла в аварийное состояние. Во второй половине 2000-х годов церковь отреставрировали.
В селе располагался конный завод купца П. С. Оконишникова.

## Люди, связанные с деревней
- Алексей Иванович Елизаветин (1915—2001) — советский и российский дипломат, имел ранг Чрезвычайного и Полномочного Посла СССР, уроженец деревни.
- Михаил Сергеевич Корелин (1855—1899) — русский историк, уроженец деревни.
- Александр Сергеевич Косопкин (1957—2009) — российский государственный деятель, бывший Полномочный представитель Президента Российской Федерации в Государственной Думе Федерального Собрания Российской Федерации, похоронен на церковном кладбище в деревне.